# Hidrogenasa

Estructura del lloc actiu de les hidrogenases [NiFe

La hidrogenasa és una proteïna que pertany al grup dels enzims que catalitzen reaccions en els sistemes biológics. Les hidrogenases tenen un paper vital en el metabolisme anaerobi.
En particular aquest enzim afavoreix la degradació reversible del dihidrogen (hidrogen molecular) transformant-lo en dos àtoms d'hidrogen separats carregats positivament (ió hidrogen) de tal manera que aquest es troba prest per reaccionar amb qualsevol altre element amb afinitat química que se li presenti. Aquest tipus d'enzims els produeixen diversos microorganismes, per exemple els bacteris fixadors de nitrogen que es troben al sòl i proporcionen nitrogen a certes les plantes. Aquests enzims es consideren metallproteïnes perquè poden contenir ferro o níquel-ferro en el seu centre actiu envoltat d'una cadena d'aminoàcids rica en sofre.

## Reacció
Reacció en ambdós sentits:
H₂ + Aox → 2H+ + Ared
2H+ + Dred → H₂ + Dox
On A és l'acceptor d'electrons i D el donant d'electrons.

## Història
El 1887, Hoppe-Seyler descobrí que els bacteris podien descompondre el format en H2 i CO2. El nom « hidrogenasa » el van donar Stevenson i Stickland el 1931 després d'haver observat la producció d'hidrogen pels bacteris del colon i el seu ús per reduir els substrats. Les hidrogenases designen actualment una classe d'enzims que poden catalitzar la conversió dels protons en hidrogen, s'han sintetitzat artificialment diverses hidrogenases mímiques. Han permès com fer que certes les algues produeixin hidrogen per a combustible.